# Епархия Олбани

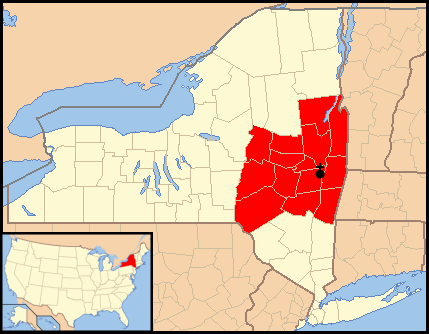
Расположение епархии Олбани

Епархия Олбани (лат. Dioecesis Ogdensburgensis) — епархия Римско-Католической церкви с центром в городе Олбани, штат Нью-Йорк, США. Епархия Олбани входит в митрополию Нью-Йорка. Кафедральным собором епархии Олбани является Собор Непорочного Зачатия Пресвятой Девы Марии.

## История
23 апреля 1847 года Святой Престол учредил епархию Олбани, выделив её из архиепархии Нью-Йорка.
15 февраля 1872 года и 26 ноября 1886 года епархия Олбани передала часть своей территории новым епархии Огденсберга и епархии Сиракьюса.

## Ординарии епархии
- епископ Джон Макклоски (21.05.1847 — 06.05.1864) — назначен архиепископом Нью-Йорка, кардинал с 1875
- епископ Джон Джозеф Конрой[англ.] (07.07.1865 — 16.10.1877)
- епископ Фрэнсис Макнейрни[англ.] (16.10.1877 — 02.01.1894)
- епископ Томас Мартин Алоизиус Берк[англ.] (15.05.1894 — 20.01.1915)
- епископ Томас Фрэнсис Кьюсак[англ.] (05.07.1915 — 12.07.1918)
- епископ Эдмунд Фрэнсис Гиббонс[англ.] (10.03.1919 — 10.11.1954)
- епископ Уильям Алоизиус Скалли[англ.] (10.11.1954 — 05.01.1969)
- епископ Эдвин Бернард Бродерик[англ.] (19.03.1969 — 03.06.1976)
- епископ Говард Джеймс Хаббард[англ.] (01.02.1977 — 11.02.2014)
- епископ Эдвард Бернард Шарфенбергер[англ.] (с 11.02.2014)

## Источник
- Annuario Pontificio, Libreria Editrice Vaticana, Città del Vaticano, 2003, ISBN 88-209-7422-3